# Lee Chae-mi
Lee Chae-mi (en hangul, 이채미; nacida el 23 de junio de 2006) es una actriz surcoreana. Conocida por interpretar a una niña con la necesidad de un trasplante de médula ósea en la serie Two Weeks (2013).

## Filmografía

### Serie de televisión
| Año  | Título                             | Rol                                     | Red  |
| ---- | ---------------------------------- | --------------------------------------- | ---- |
| 2012 | Still You                          | Na Mi-so                                | SBS  |
| 2013 | Blooded Palace: The War of Flowers | Cho Gwi-in (joven) / Princesa Hyo-myung | JTBC |
| 2013 | Crazy Love                         | Lee Hae-ram                             | tvN  |
| 2013 | Two Weeks                          | Seo Soo-jin                             | MBC  |
| 2013 | Golden Rainbow                     | Kim Baek-won (joven)                    | MBC  |
| 2013 | One Warm Word                      | Kim Yoon-jung                           | SBS  |
| 2014 | Trot Lovers                        | Hermanos en la playa (ep.12)            | KBS2 |
| 2014 | The Night Watchman's Journal       | Do Ha (joven)                           | MBC  |
| 2014 | Plus Nine Boys                     | Jang Baek-ji                            | tvN  |
| 2015 | Queen's Flower                     | Rena Jung (joven)                       | MBC  |
| 2015 | I Have a Lover                     | Baek Cho                                | SBS  |
| 2016 | Monster                            | Park Ye-bin                             | MBC  |
| 2017 | Teacher Oh Soon-Nam                | Cha Joon-young                          | MBC  |
| 2017 | The Lady in Dignity                | Ahn Ji-hoo                              | JTBC |
| 2021 | Hello, Me! (Hello? It’s Me!)       | Ko So-hye                               | KBS2 |

### Películas
| Año  | Título               | Papel            |
| ---- | -------------------- | ---------------- |
| 2016 | Life Risking Romance | Han Je (jóvenes) |